# 다부초등학교
다부초등학교는 대한민국 경상북도 칠곡군에 있는 초등학교다.

## 학교 연혁
- 1949.09.01 다부국민학교 개교
- 1985.03.04 병설유치원 개원
- 1996.03.01 다부초등학교로 명칭 변경
- 2014.02.14 제60회 졸업식(졸업생 총수 1,442명)
- 2014.03.01 제26대 공세창 교장선생님 부임
- 2014.03.01 초등학교 6학급(60명), 유치원 1학급 편성(3명)